# Confession (álbum)
Confession es el segundo álbum publicado por Ill Niño. El álbum debutó en el # 37 en el Billboard Top 200 con la primera semana de ventas de 27.863. Ha sido su álbum más exitoso hasta la fecha, vendiendo casi 500.000 copias en los Estados Unidos. El álbum cuenta con varios elementos e influencias del metal alternativo.

## Lista de canciones
| Confession |                                                        |          |  |
| N.º        | Título                                                 | Duración |  |
| 1.         | «Te Amo...I Hate You»                                  | 3:33     |  |
| 2.         | «How Can I Live»                                       | 3:17     |  |
| 3.         | «Two (Vaya Con Dios)»                                  | 3:23     |  |
| 4.         | «Unframed»                                             | 3:23     |  |
| 5.         | «Cleansing»                                            | 3:45     |  |
| 6.         | «This Time's for Real»                                 | 3:27     |  |
| 7.         | «Lifeless...Life...»                                   | 2:47     |  |
| 8.         | «Numb»                                                 | 4:06     |  |
| 9.         | «Have You Ever Felt?»                                  | 3:18     |  |
| 10.        | «When It Cuts»                                         | 2:48     |  |
| 11.        | «Letting Go»                                           | 3:18     |  |
| 12.        | «All the Right Words»                                  | 4:08     |  |
| 13.        | «Re-Birth»                                             | 2:54     |  |
| 14.        | «How Can I Live/Como Puedo Vivir» (versión en español) | 3:11     |  |
| 47:07      |                                                        |          |  |

| Versión francés pistas de bonus |                                                                             |          |  |
| N.º                             | Título                                                                      | Duración |  |
| 15.                             | «How Can I Live» (Single Mix)                                               | 2:57     |  |
| 16.                             | «I'll Find a Way»                                                           | 3:59     |  |
| 17.                             | «Someone Or Something» (También se encuentra la versión japonesa del álbum) | 3:06     |  |

Notas:
- "Have You Ever Felt?" se toca en el juego Ghost Recon Advanced Warfighter para el Xbox 360.

- También hay una versión Spanglish de "How Can I Live" que cuenta con el verso cantado en español, con los coros en inglés.

- También hay 4 pistas de demos de las sesiones de Confession:

"About Them", "Every Day", "Make Me Feel" y "When It Cuts (demo)".
- También hay dos pistas de la versión acústica (grabado en vivo en los estudios de AAF): "How Can I Live" y "This Time's for Real".

- La canción "WhenItCuts" aparece en el juego de Playstation Portable Infected.

- La canción de golpe "HowCanILive" aparece en la película slasher/horror y la banda sonora de Freddy contra Jason

- "I'll Find a Way" se puede encontrar en la banda sonora de la película de 2005 La Cueva, titulado como "I'll Find The Way".

## Personal
Cristian Machado – voz

Dave Chavarri – batería

Laz Pina – bajo

Jardel Paisante – Guitarra

Marc Rizzo – Guitarra (en los tracks 2, 4, 6-8, 10-15)

Ahrue Luster – Guitarra (en los tracks 1, 5, 9, 16 y 17)

Danny Couto – Percusión 

Omar Clavijo – Teclados, giradiscos, Programación

Joe Rodríguez – Agregar. percusión

Max Illidge – voz agregada (en el track 9) (40 Below Summer, Black Market Hero)

Mikey Doling – guitarra añadida (en el track 3) (ex-Snot, ex-Soulfly, ex-Abloom, actualmente Invitro)